# Consell Nacional de Voluntaris Achik
El Consell Nacional de Voluntaris Achik (Achik National Volunteer Council, ANVC) és una organització armada de l'ètnia achik (garo) de Meghalaya que vol establir un estat anomenat Achik Land als tres districtes de Garo Hills a Meghalaya i als districtes de Kamrup i Goalpara a Assam on els garo (achik) són majoritaris. Es va fundar el desembre de 1995. Fou legalment prohibida el 16 de novembre del 2000.
El president és Dilash R. Marak, el comandant en cap Jerome Momin, i el secretari general Wanding R. Marak. Els fronts tenen els seus comandants:: Chenang Marak (Zona oriental), Goran Sangma (Zona sud), Batjang Shera (Zona oest) i Ranggam Marak (West Khasi Hills). Actua als Garo Hills i a parts dels West Khasi Hills. El seu quarter general és a Cheram als Garo Hills.
Està aliat al Consell Nacional Socialista de Nagalim (conegut també com a National Socialist Council of Nagaland – Isak Muivah, NSCN-IM), amb el Front Nacional Democràtic de Bodoland (National Democratic Front of Bodoland, NDFB), i amb el Front Unit d'Alliberament d'Assam (United Liberation Front of Asom, ULFA). Recull els seus fons de l'extorsió al propietaris i fa servir moneda falsa fabricada amb ajut dels serveis secrets pakistanesos.
Va signar un acord d'aturada d'operacions amb el govern el 23 de juliol de 2004.